# Castillo/Corrales
Castillo/Corrales je galerie současného umění v Paříži. Založena byla v roce 2007 pěti umělci – Thomasem Boutouxem, Borisem Gobillem, Françoisem Pironem, Benjaminem Thorelem a Oscarem Tuazonem. Původně sídlila v malém prostoru v ulici Rue Rébeval. Později byla přesunuta do většího prostoru v lepší čtvrti, na adresu 80 Rue Julien-Lacroix. Konaly se zde například výstavy díla Christiana Leigha (2011–2012) a Marie Angeletti (2014). Svůj název galerie dostala podle boxerského zápasu mezi Diegem Corralesem a José Luisem Castillou, který proběhl v Las Vegas v roce 2005.